# 月里青山淡如画
《月里青山淡如画》（英語：From Repair To Pair）是完美世界影视李峥工作室出品，由查传谊执导，李庚希、张超及周峻纬领衔主演，胡丹丹、郭欣禹、魏笑、刘小震主演的国潮当代都市爱情剧。剧情改编自小说《文物修复师》，主要以文物修复为背景，讲述“元气少女”遭遇“古风青年”，在寻找和修复古画的过程中相爱相杀，收获浪漫爱情的故事，2022年12月8日起在优酷宠爱剧场独家播出。台灣OTT由LiTV 線上影視同步跟播上架。